# Шиборская
Шиборская — деревня в Тейковском районе Ивановской области России, входит в состав Морозовского сельского поселения.

## История
До 1918 г. входила в состав Нельшинской волости Суздальского уезда Владимирской губ. В 1918 г. Нельшинскую волость, вместе со всеми населенными пунктами передали во вновь образованный Тейковский уезд Иваново-Вознесенской губ.
Деревня Шиборская относилась к приходу с. Якшино.

## Население
В 1857 г. в д. Шиборская было 15 дворов.
Количество ревизских душ:
- 1834 г.: муж. п. - 27, жен. п. - 28,
- 1850 г.: муж. п. - 39, жен. п. - 40,
- 1857 г.: муж. п. - 35, жен. п. - 45.